# Zemeros hondai
Zemeros hondai är en fjärilsart som beskrevs av Hayashi 1976. Zemeros hondai ingår i släktet Zemeros och familjen Riodinidae. Inga underarter finns listade i Catalogue of Life.